# Не мораш да куцаш
Не мораш да куцаш (енгл. Don't Bother to Knock) је амерички психолошки трилер из 1952. године, режисера Роја Ворда Бејкера, у коме главне улоге тумаче Ричард Видмарк и Мерилин Монро. Сценарио за филм је написао Данијел Тарадаш на основу романа Несташлук који је Шарлот Армстронг објавила годину дана раније. Радња прати поремећену дадиљу Нел која чува дете у истом њујоршком хотелу у којем борави пилот Џед. Он почиње да флертује са њом, али током вечери због њеног чудног понашања постаје све свеснији њеног менталног стања.

## Радња
Лин Лесли је певачица у њујоршком хотелу Макинли. Прича бармену о својој вези са комерцијалним пилотом Џедом Тауерсом, откривајући да је путем писма прекинула њихову шестомесечну везу. Џед је одсео у истом хотелу и прилази јој; она објашњава да не види будућност са њим јер његова хладноћа према људима показује да му „недостаје срце са разумевањем”. Он одбија да прихвати крај њихове везе, али се на крају повлачи у своју собу.
У међувремену, оператер лифта Еди доводи своју повучену нећаку Нел Форбс гостима Питеру и Рут Џоунс као дадиљу за њихову ћерку Бани. Џоунсови одлазе на банкет за доделу награда у приземљу. Након што је ставила дете у кревет, Нел испробава Рутин неглиже, затим њен накит, парфем и кармин. Видевши упечатљиву младу Нел са прозора своје собе директно преко пута, Џед је позива телефоном; наизменично радознала и узнемирена, она му не дозвољава да дође у њену собу. Када је Еди провери како је, запрепашћен је када је открио да Нел носи Рутине ствари и наређује јој да их скине. Он јој говори да може да има такве ствари за себе ако нађе партнера који ће заменити оног кога још увек покушава да преболи, пилота који је погинуо у авионској несрећи. Након што Еди оде, Нел их поново ставља и позива Џеда да дође.
Он са собом доноси флашу вискија, а Нел изговара низ лажи, представљајући се као богата пустоловка. Она се запрепасти када открије да је Џед пилот. Поверава му да је њен дечко Филип погинуо док је летео бомбардером на Хаваје током Другог светског рата. Свесна да се нешто чудно дешава, Бани излази из своје собе и разбија Нелину шараду. Бесна, Нел виче на девојчицу и наређује јој да се врати у кревет. Џед чује њене јецаје и теши је, пуштајући је да остане са њима. Када Бани узме да гледа нешто кроз отворен прозор поред Нел, њена дадиља се бори са жељом да је гурне. Џед спашава Бани, али инциденту сведочи дугогодишња становница хотела Ема Балу.
Нел насамо прети Бани, враћајући је у кревет. Џед је узнемирен овим догађајима и Нелиним наглим променама расположења, а његове мисли се враћају Лин. Нел га моли да не одлази. Док одбија њен пољубац, Џед види ожиљке на њеним зглобовима, а Нел признаје да је, након што је Филип умро, покушала да се убије бритвом.
Када Еди провери Нел након што се његова смена заврши, она сакрива Џеда у купатилу и брзо сређује собу. Љут што Нел још увек носи Рутине ствари, Еди јој наређује да се пресвуче, а затим јој грубо брише руж са усана. Ово разбесни Нел, која оптужује Едија да је исти као и њени репресивни родитељи. Затим, када он посумња да је неко у купатилу, она га удари тешком пепељаром по глави. Док Џед брине о Едију, Нел се увлачи у Банину собу.
Радознала Ема куца на њихова врата, у пратњи свог невољног мужа. Очајнички се плашећи за свој посао, Еди подстиче Џеда да се сакрије док он сам улази у орман. Џед се ушуња у Банину собу, не примећујући, у мраку, да је девојчица сада везана и да су јој уста запушена; измиче низ ходник, али га Ема и њен муж виде и претпостављају да је био уљез у Нелиној соби. Нел изиграва жртву, а они упозоравају хотелског детектива. Нел је сада у толикој заблуди да верује да је Џед заправо Филип. Закључавајући Едија, она поново улази у Банину собу.
У бару, Џед говори Лин о Нел, а она је пријатно изненађена његовом бригом. Одједном схвативши да је видео Бани на погрешном кревету, Џед жури назад у собу. Нестрпљива да једноставно провери своју ћерку, Рут стиже прва и вришти када уђе у Банину собу, где се сукобљава са Нел. Џед стиже, савладава Нел и одвезује Бани, али дадиља измиче у конфузији када детектив стигне.
Еди објашњава да је Нел претходне три године провела у менталној установи у Орегону након покушаја самоубиства, али да је веровао да је сада излечена. У предворју, Нел краде жилет са продајног излога. Окружена руљом, она га држи за сопствено грло, док Лин покушава да је смири. Појављује се Џед и, одмахујући полицији, захтева од Нел да му преда жилет. Она то чини, а он покушава да је увери да он није Филип и да је прави Филип мртав. Он је уверава да ће добити помоћ која јој је потребна тако што ће отићи са полицијом. Док је одводе, Лин је заокупљена Џедовим испољавањем истинске емпатије и импулсивно одлучује да се помире.

## Улоге
| Глумац          | Улога         |
| --------------- | ------------- |
| Ричард Видмарк  | Џед Тауерс    |
| Мерилин Монро   | Нел Форбс     |
| Ен Банкрофт     | Лин Лесли     |
| Дона Коркоран   | Бани Џоунс    |
| Џин Кегни       | Рошел         |
| Ларин Татл      | Рут Џоунс     |
| Елиша Кук Млађи | Еди Форбс     |
| Џим Бакус       | Питер Џоунс   |
| Верна Фелтон    | Ема Балу      |
| Вилис Буши      | бармен Џо     |
| Дон Бедо        | господин Балу |